# 高氯酸硝酰
高氯酸硝酰又称高氯酸硝鎓，是一种无机化合物，化学式为NO2ClO4，由高氯酸根阴离子和硝酰阳离子构成。它可以形成单斜晶系的无色晶体。这种物质是强氧化及硝化试剂，遇有机物可能自燃。
高氯酸硝酰可以用作固體燃料火箭推进剂的氧化剂。Thomas N. Scortia在1963年申请了这种推进剂的专利。由于这种物质的高度活泼性与和很多材料的不兼容性，使得其应用受到阻碍。
通过掺杂多种价态的阳离子可以改变高氯酸硝酰的分解速率。